# یوباری (پوبلو)
یوباری (پوبلو) (به انگلیسی: Ubarri (Pueblo)) یک منطقهٔ مسکونی در ایالات متحده آمریکا است که در سان خوآن، پورتوریکو واقع شده‌است.

## خصوصیات
یوباری ۶۹۸ نفر جمعیت دارد.